# Église Saint-Jean-Baptiste de Saint-Jean-de-Niost
Pour les articles homonymes, voir Église Saint-Jean-Baptiste.
L'église Saint-Jean-Baptiste de Saint-Jean-de-Niost est une église située dans le hameau de Niost à Saint-Jean-de-Niost dans le département de l'Ain.

## Histoire
Originellement, l'église (romane) dépend du prieuré de l'Île Barbe. Une mention fait état de son existence en 971 dans un document de Conrad III de Bourgogne.
Concernant les chapelles de l'église, un document datant de 1613 mentionne l'existence des deux chapelles latérales : la chapelle Saint-Denis à droite et la chapelle Saint-Blaise à gauche. Plus tard, en 1655, il est fait mention de la chapelle située au Nord, dite du « Chamarier ».
Historiquement[Quand ?], l'esplanade sur laquelle se trouve l'église, accueillait un cimetière. L'église est considérablement modifiée à la fin du XVIIIe siècle en particulier son clocher. En 1808, la toiture est refaite. Vers 1847, le clocher est réhabilité tel qu'il était avant sa réfection fin XVIIIe siècle (à la demande des habitants). En 1854, les façades sont refaites. Enfin, le dôme est refait en 1931 (architecte : Bouvier de Meximieux ; entrepreneur : Cuzin-Rambaud). Le monument aux morts situé à proximité est érigé en 1920 grâce à une souscription publique.
En octobre 2014, l'église est vandalisée et des hosties sont dérobées.
Elle est cambriolée le 22 juillet 2015.